# Araucania araucanensis
Araucania araucanensis är en mångfotingart som först beskrevs av Filippo Silvestri 1899.  Araucania araucanensis ingår i släktet Araucania och familjen spoljordkrypare. Inga underarter finns listade i Catalogue of Life.